# أوقست بيندر
أوقست بيندر (بالألمانية: August Bender)‏ (و. 1909 – 2005 م) هو طبيب، وconcentration camp guard ‏، وسياسي ألماني، كان عضوًا في الحزب النازي، توفي في دورن، عن عمر يناهز 96 عاماً.